# Jakobitská linie následnictví anglického a skotského trůnu v roce 1714
Jakobitská linie následnictví anglického a skotského trůnu po smrti Anny, královny Velké Británie, dne 1. srpna 1714. Odráží zákony platné v Anglii a Skotsku těsně před vydáním zákona o nástupnictví roku 1701, který prohlásil katolíky za nezpůsobilé pro nástup na trůn.

## Pozadí

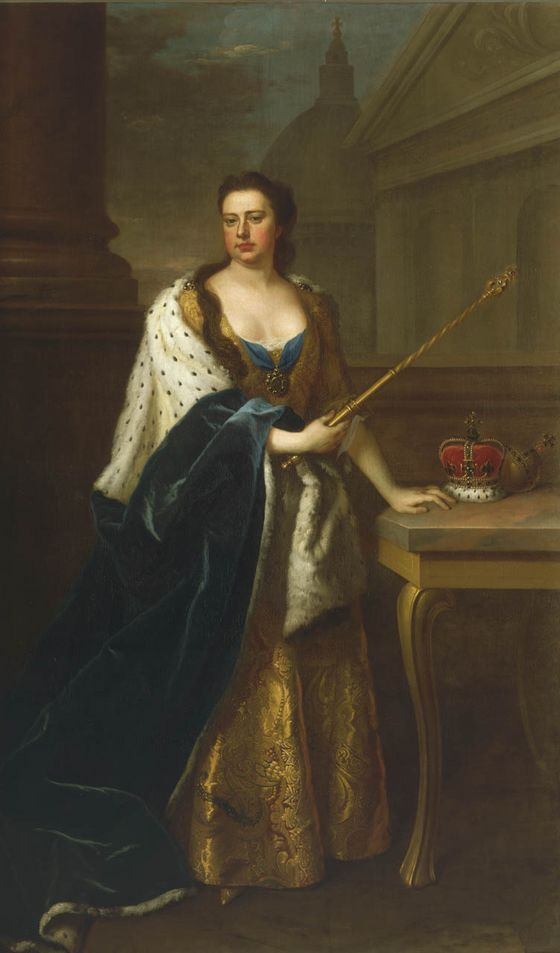
Královna Anna, poslední panovnice rodu Stuartovců

Královna Anna Britská byla poslední panovnicí z dynastie Stuartovců. Všechny Anniny děti zemřely před dosažením 12 let věku, což způsobilo následnickou krizi, která nakonec vedla parlament k vydání zákona o jmenování Annina nástupce.
Zákon o nástupnictví, vypracovaný v roce 1701, vyřešil nástupnictví Žofie Falcké, kurfiřtky hannoverské, a jejích dědiců, přičemž zamezil nástupnictví všem katolíkům nebo manželům katolíků. Jednalo se o záměrný pokus odstranit Annina nejbližšího pokrevního příbuzného, exilového katolíka Jakuba Stuarta (který byl později znám jako „starý pretendent“), jejího nevlastního bratra, z linie následnictví. Zákon změnil běh britské historie a měl mnoho politických důsledků, které vedly především k jakobitské vzpouře.
V době Anniny smrti v srpnu 1714 žilo 66 potomků dynastie Stuartovců, ale prvních 54, kteří byli katolíky, bylo zákonem o nástupnictví z linie následnictví vyloučeno. Nástupnictví na britský trůn tak připadlo kurfiřtovi Jiřímu Ludvíkovi Hannoverskému, nejstaršímu synovi kurfiřtky Žofie (která zemřela o několik měsíců dřív).
Tento článek uvádí 66 potenciálních nástupců.

## Linie následnictví
Způsobilí protestanti podle zákona o nástupnictví jsou vyznačeni kurzívou.
- Jakub I. a IV., král Anglie a Skotska († 1625)
  -  Karel I., král Anglie a Skotska († 1649)
    -  Jakub II. a VII., král Anglie a Skotska († 1701)
      - (1) Jakub František Eduard Stuart (1688–1766): Uchazeč o trůn z roku 1701 v opozici vůči jmenovanému dědici Jiřímu I. Ludvíkovi, hannoverskému kurfiřtovi.

    -  Jindřiška Anglická († 1670)
      -  (2) Anna Marie, královna sicilská (1669–1728)
        - (3) Viktor Amadeus, princ z Piémontu (1699–1715)
        - (4) Princ Karel Emanuel Savojský, budoucí sardinský král Karel Emanuel III. (1701–1773)
        - Marie Adelaide Savojská († 1712)
          -  (5) Ludvík, vévoda z Anjou, budoucí francouzský král Ludvík XV. (1710–1774)

        -  Marie Luisa Savojská († 1714)
          - (6) Louis, kníže z Asturie, budoucí král Ludvík Španělský (1707–1724)
          - (7) Infant Filip Španělský (1712–1719)
          -  (8) Infant Ferdinand Španělský, budoucí španělský král Ferdinand VI. (1713–1759)

  -  Alžběta Česká († 1662)
    - Karel I. Ludvík, kurfiřt falcký († 1680)
      - (9) Alžběta Šarlota, vévodkyně vdova z Orléans (1652–1722)
        - (10) Filip Orleánský, vévoda z Orléans (1674–1723)
          - (11) Ludvík Orleánský, vévoda ze Chartres, budoucí vévoda z Orléans (1703–1752)
          - (12) Marie Luisa Alžběta Orleánská (1695–1719)
          - (13) Luisa Adelaide Orleánská (1698–1743)
          - (14) Šarlota Aglaé Orleánská (1700–1761)
          -  (15) Luisa Alžběta Orleánská (1709–1742)

        -  (16) Alžběta Šarlota, vévodkyně z Lotrinska (1676–1744)
          - (17) Princ Leopold Klement Lotrinský (1707–1723)
          - (18) Princ František Štěpán Lotrinský, budoucí císař Svaté říše římské (1708–1765)
          - (19) Princ Karel Alexandr Lotrinský (1712–1780)
          - (20) Princezna Alžběta Tereza Lotrinská (1711–1741)
          -  (21) Princezna Anna Šarlota Lotrinská (1714–1773)

    - Eduard, falckrabě ze Simmernu († 1663)
      - Luisa Marie von Simmern († 1679)
        - (22) Ludvík Oto, kníže ze Salmu (1674–1738)
          - (23) Princezna Dorota ze Salmu (1702–1751)
          - (24) Princezna Alžběta ze Salmu (1704–1739)
          -  (25) Princezna Kristýna ze Salmu (1707–1775)

        -  (26) Eleonora Kristýna, vévodkyně z Urselu (1678–1757)

      - (27) Anna Jindřiška, kněžna vdova z Condé (1648–1723)
        - Ludvík, kníže z Condé († 1710)
          - (28) Ludvík Jindřich, kníže z Condé (1692–1740)
          - (29) Karel, hrabě z Charolais (1700–1760)
          - (30) Ludvík, hrabě z Clermontu (1709–1771)
          - (31) Marie Anna Eleonora, Mademoiselle de Bourbon (1690–1760)
          - (32) Luisa Alžběta Bourbonská, kněžna z Conti (1693–1775)
          - (33) Luisa Anna Bourbonská, Mademoiselle de Sens (1695–1758)
          - (34) Marie Anna Bourbonská, Mademoiselle de Clermont (1697–1741)
          - (35) Jindřiška Louisa Bourbonská, Mademoiselle de Vermandois (1703–1772)
          -  (36) Alžběta Alexandrina Bourbonská, Mademoiselle de Gex (1705–1765)

        - (37) Marie Tereza, druhá kněžna vdova z Conti (1666–1732)
          - (38) Ludvík Armand, kníže z Conti (1695–1727)
          - (39) Marie Anna, kněžna z Condé (1689–1720)
          -  (40) Luisa Adelaide Bourbonská, Mademoiselle de la Roche-sur-Yon (1696–1750)

        - (41) Luisa Benedikta, vévodkyně z Maine (1676–1753)
          - (42) Ludvík August, kníže z Dombes (1700–1755)
          - (43) Ludvík Karel, hrabě z Eu (1701–1775)
          -  (44) Luisa Františka Bourbonská, Mademoiselle du Maine (1707–1743)

        -  (45) Marie Anna, vévodkyně vdova z Vendôme (1678–1718)

      -  (46) Benedikta Jindřiška, vévodkyně vdova brunšvicko-lüneburská (1652–1730)
        - Šarlota Felicity, vévodkyně z Modeny († 1710)
          - (47) František d'Este, budoucí vévoda František III. Modenský (1698–1780)
          - (48) Jan Frederik d'Este (1700–1727)
          - (49) Benedikta Ernestina d'Este (1697–1777)
          - (50) Anna Amálie Josefa d'Este (1699–1778)
          - (51) Jindřiška d'Este (1702–1777)

        -  (52) Vilemína Amálie, císařovna Svaté říše římské (1673–1742)
          - (53) Arcivévodkyně Marie Josefa Rakouská (1699–1757)
          -  (54) Arcivévodkyně Marie Amálie Rakouská (1701–1756)

    - Žofie, kurfiřtka hannoverská († 1714) určená dědička podle zákona o nástupnictví (1701)
      -  (55) Jiří I. Ludvík, kurfiřt hannoverský (1660–1727)
        - (56) Jiří August Hannoverský, vévoda z Cambridge, budoucí král Jiří II. (1683–1760)
          - (57) Frederik Ludvík Hannoverský, budoucí princ z Walesu (1707–1751)
          - (58) Anna Hannoverská (1709–1759)
          - (59) Amálie Hannoverská (1711–1786)
          -  (60) Karolina Hannoverská (1713–1757)

        -  (61) Žofie Dorota Hannoverská (1687–1757)
          - (62) Fridrich Pruský, budoucí král Pruska (1712–1786)
          -  (63) Vilemína Pruská (1709–1758)

      - (64) Maxmilián Vilém Hannoverský (1666–1726)
      - (65) Arnošt August Hannoverský, budoucí vévoda z Yorku a Albany, budoucí kníže-biskup z Osnabrücku (1674–1728)
      -  Žofie Šarlota Hannoverská († 1705)
        -  (66) Fridrich Vilém I., král v Prusku (1688–1740)